# الرابطة الليبرالية في جامعة كامبريدج
الرابطة الليبرالية في جامعة كامبريدج (بالإنجليزية: (CULA) Cambridge University Liberal Association)‏ هي الفرع الطلابي للديمقراطيين الليبراليين في جامعة كامبريدج. وهي البديل الذي استُحدث عن طلبة كامبريدج الليبراليين الديمقراطيين؛ تشكلت من اندماج النادي الليبرالي بجامعة كامبريدج (بالإنجليزية: Cambridge University Liberal Club (CULC))‏ (الذي تأسس عام 1886) ، والديمقراطيين الاجتماعيين بجامعة كامبريدج (بالإنجليزية: Cambridge University Social Democrats)‏ (الذي تأسس عام 1981).

## التاريخ
الرابطة نشطة بشكلٍ عام حيث يلعب الطلاب أدوار مهمة في الاستحقاقات الانتخابية. كان للطلاب دور في إضافة 15 % في انتخابات 2005 لصالح ديفيد هوارث، ولاحقاً شكل الطلاب دوراً مهماً في انتخاب جوليان هوبرت عام 2010.
كان نادي جامعة كامبريدج الليبرالي متواجداً في الأصل جنباً إلى جنب مع منتدى نقاش لسياسات كامبريدج الراديكالية في أواخر ثمانينيات القرن التاسع عشر وأطلق عليه اسم «دائرة قوس قزح». انتقل خريجو هذه المجموعة إلى لندن بعد تخرجهم ، وساعدوا في تأسيس مجموعة راديكالية في بلومزبري تحمل نفس الاسم في عام 1894.